# Азулежу
Азуле́жу (порт. azulejo) — название португальских изразцов. Традиционный португальский азулежу представляет собой расписанную глиняную плитку, чаще всего квадратной формы, обожжённую, глазурованную, размером 14 см на 14 см.

## Истоки
Изначально слово zulaycha или zuleija («маленький полированный камушек») пришло в португальский язык из арабского. Керамические изразцы изготавливали на древнем Востоке и использовали для облицовки стен. Арабы принесли с собой глазурованный кафель (зуляйдж) в Испанию (где он стал называться «асулехос») и Португалию (где то же самое слово произносилось «азулежу»).
Самые старые азулежу в Португалии (Королевский дворец в Синтре, монастырь Консейсан в Беже) пришли из Севильи и относятся к XV веку. Их поверхность рельефна, перегородки и канавки предотвращали нежелательное смешение красок. Орнамент, по мусульманской традиции, состоял в основном из звёзд.

## Дальнейшая эволюция
В XVI веке у итальянцев была перенята техника майолики с нанесением красок на плоскую поверхность, покрытую цинковой глазурью. Из Италии пришли также и новые темы, например, сцены из античных мифов. Мотивы живописи — частью орнаментальные, частью натуралистические — становились всё многообразней и красочней.
С середины XVII века в технике азулежу происходят изменения, связанные с возрастающим импортом из Голландии. Вместо привычного многоцветья художники начали использовать исключительно контраст между белым цветом и кобальтовой синью, а в качестве сюжетов предпочитали использовать жанровые композиции. В период рококо (вторая половина XVIII века) азулежу снова стали полихромными с преобладанием нежных тонов (например, во дворце Келуш).
Истинно народным это искусство стало в середине XIX века благодаря массовому промышленному производству. С этого времени блестящими изразцами начинают украшать не только дворцы и церкви, но также наружные и внутренние стены самых разных построек.

## Музей азулежу
В Лиссабоне есть музей керамики, где наглядно представлено развитие столь характерного для Португалии изразцового искусства от начальных этапов до наших дней. Один из экспонатов представляет собой панораму Лиссабона длиной 40 м, исполненную в 1730 году и показывающую, каким был город до его разрушения при землетрясении 1 ноября 1755 года.

## Галерея
- Азулежу во дворце Келуш
- Фасад дворца Пена в Синтре
- Фасад церкви ду Карму в Порту
- Фрагмент фасада церкви ду Карму
- Фрагмент фасада церкви ду Карму
- Фасад церкви Санту-Илдефонсу в Порту
- Фасад капеллы де Санта Катарина в Порту
- Фрагмент фасада капеллы де Санта Катарина
- Декорация кафедрального собора Порту